# Onthophagus cavernicollis
Onthophagus cavernicollis é uma espécie de inseto do género Onthophagus da família Scarabaeidae da ordem Coleoptera. Foi descrita em 1963 por Howden & Cartwright.
Mede 7.5 a 11.2 mm. Encontra-se ao sul dos Estados Unidos. É possível que esteja associado com estiércol de morcegos.